# 音響族

## カスタムカーのジャンルの一種
音響族（おんきょうぞく）とは、自動車の後方にあるラゲッジスペース（トランク）に大型スピーカー、サブウーファーなどの音響機器を搭載し、大音量で音楽を鳴らす人々のことである。
この改造は日本の車検制度の検査対象外であり、一概に違法改造とは言えない。
別名「オーディオカー」「騒音族」「爆音族」「ラケッジオーディオ」

## 発祥・歴史・現在
- 発祥は、1990年代とされている。
- もとは純正スピーカー等の音響機器では満足できない場合に、社外製のスピーカーへ換装したり、大型のサブウーファーを搭載するアップグレードだったが、それらがさらに過激に進化したものだとされている。
- 1990年代ごろから「日本音圧協会」という団体が存在しており、大会などのイベントではALIPINEなどの大手企業が協賛していたことがある。
- 近年では、音楽による騒音被害・路上駐車による交通への影響が問題視されており、一部自治体では暴走族と同様排除の対象になっている。
- 現在も自動車関係イベント以外では渋谷のハロウィンや大規模な花火大会等のイベントなどの際によく見られる。
- 大黒パーキングエリア・みなとみらいなどの、自動車に関わりが深い場所に多く見られる。
- 自動車の祭典である東京オートサロンや大阪オートメッセなどの出展車両の中にも数多く確認できるため、文化としてかなり根強く残っている。

## 改造手法
- 自動車の後方にあるラゲッジスペース（トランク）に大型スピーカー、サブウーファーなどの音響機器を搭載する場合がある。
- ドアやダッシュボードについている既存のスピーカーを大型化や高出力化する場合がある。
- 後部座席を埋めて、スピーカーを搭載する場合がある。
- 電源確保のためバッテリーを増設し、さらに大型のオーディオ機器を搭載する場合がある。
- リアハッチ・後部ドアのダンパーとヒンジを改造しより大きく開ける改造がある。

## 種類・系統
- 内向き　下記項目参照
- 外向き　同上
- VIP系　VIP系カスタムによくみられる。内装にオーディオと電飾などと組み合わせたもの。
- ネオン系　VIP系に加えて外装にも電飾を施してより目立つようにしたもの。
- スポーツ系　別名スポコンとも呼ばれる。
- バニング系　バニングにオーディオを組み込んだもの。しかし車内でのオーディオ性能を求めたものが多い。
- トラック系　ウイング車に大量の大径ウーファーを取り付けたもの。ものによってはカメラに衝撃波が写るほどのものがある。
- ウーファー(ウーハー)系　別名音圧系。髪の毛が音圧で浮き上がるほどのものがある。

## 内向き・外向きの見分け方
音響族には、「内向き」と「外向き」が存在する。
違いは、スピーカーの向きである。
スピーカーの表側が車内の方向に向いていたら「内向き」、
車内とは反対方向に、外に向いている場合が「外向き」である。

## オーディオバトル
オーディオバトルとは音量・音質・音圧を競い合うバトルである。
音量・音質・音圧がより大きいほう・より良いほう・より強いほうに軍配が上がる。

## 映画に登場する音響族
- カーズ 　序盤に登場する暴走族の一台である青い車「DJ」
- ワイルド・スピードX2　序盤のストリートレース会場でオーディオバトルを展開している。
- ワイルド・スピードX3 TOKYO DRIFT　トゥインキーが所有するVW・トゥーラン通称「ハルクバン」